# Немачка абецеда
Немачки језик поседује у свом алфабету 26 слова. На то се додају још 3 словна знака за посебне гласове. То су такозвани умлаути, помућени гласови настали спајањем, тј. заједничким изговарањем два вокала. 
Немачка абецеда, дакле, садржи знакове за следеће гласове:
| Позиција     | 1 | 2 | 3 | 4 | 5 | 6 | 7 | 8 | 9 | 10 | 11 | 12 | 13 | 14 | 15 | 16 | 17 | 18 | 19 | 20 | 21 | 22 | 23 | 24 | 25 | 26 |  | 27 | 28 | 29 |  | 30 |
| Велика слова | A | B | C | D | E | F | G | H | I | J  | K  | L  | M  | N  | O  | P  | Q  | R  | S  | T  | U  | V  | W  | X  | Y  | Z  |  | Ä  | Ö  | Ü  |  | ẞ  |
| Мала слова   | a | b | c | d | e | f | g | h | i | j  | k  | l  | m  | n  | o  | p  | q  | r  | s  | t  | u  | v  | w  | x  | y  | z  |  | ä  | ö  | ü  |  | ß  |

На све ово додаје се и тзв. оштро С или есцет (ß) - словни знак настао првобитно из лигатуре, да би се касније кроз готицу примењивао за удвојена два словна знака „с“ (ss или sz). Куриозитет представља чињеница да се он данас сматра застарелим и да се, иако је званично у употреби, у Швајцарској уопште и не употребљава, а све мање људи зна тачно када се он и користи. Забуна је настала поготово од реформе немачког правописа, средином деведесетих година. Овоме треба додати и чињеницу да се есцет јавља само при писању малим словима. Дакле у насловима исписаним мајускулом есцет замењују два „с“. Дакле: schließen vs. schliessen.

## Умлаутизовани гласови,,и њихово бележење.
Умлаут је појава мућења гласова, карактеристична не само за немачки језик. У њему, међутим, она налази највећу примену од свих германских језика. То је комбинаторна гласовна промена. Први примерци умлаута јављају се за време старовисоконемачке језичке епохе која је трајала између 750. и 1050. године. Највише примера мућења гласова (изазваног вокалом из потоњег слога) јавиће се у наредној језичкој епоси - у средњовисоконемачком. Међутим, помућени вокали нису се бележили од свог настанка као данас - са двема тачкицама изнад вокала (у типографији: умлаут). Данашње бележење датира тек из времена средњовисоконемачког када су се само кратки помућени вокали обележавали уз помоћ тачкица. Данас није битно да ли је вокал кратак или дуг - сва три вокала (дакле осим Е) бележе се са тачкама изнад вокала. Слово ä је у немачки увео Јакоб Грим.

## Порекло слова есцет (ß)
Есцет (ß), такође познат као оштро с, првобитно је лигатура дугог ſ (с) и округлог s или z у касносредњовековним копиладима и модерном фрактурском писму. Отприлике од почетка 19. века, антиква је такође постала чешћа у земљама немачког говорног подручја. У то време већина антиква фонтова није садржала слова за ß, па су отисци из 19. века често куцани без ß. На правописној конференцији 1901. одлучено је да ће убудуће ливнице за фонтове морати да испоручују своје фонтове антиква са словом ß и да ће се касније за постојеће типове морати испоручити ß. Дуго с (ſ) се такође повремено користило у антикви; на пример, још увек се може наћи у Лајпцишком Дудену из 1951.

## Именовање слова
Обичан сугласник је акустички релативно тешко разликовати од других те врсте. Због тога се именовање сугласничких слова разликује од уобичајеног задавања звука и слова. Следеће је како се слова обично називају (изговор према IPA):
- A/a: [aː]
- Ä/ä: [æː]
- B/b: [beː]
- C/c: [t͡seː]
- D/d: [deː]
- E/e: [eː]
- F/f: [ɛf]
- G/g: [geː]
- H/h: [haː]
- I/i: [iː]
- J/j: [jɔt], У Аустрији је такође и [jeː]
- K/k: [kaː]
- L/l: [ɛl]
- M/m: [ɛm]
- N/n: [ɛn]
- O/o: [oː]
- Ö/ö: [øː]
- P/p: [peː]
- Q/q: [kuː]
- R/r: [ɛʁ]
- S/s: [ɛs]
- ẞ/ß: [ɛs't͡sɛt]
- T/t: [teː]
- U/u: [uː]
- Ü/ü: [yː]
- V/v: [faʊ]
- W/w: [veː]
- X/x: [ɪks]
- Y/y: ['ʏpsilɔn]
- Z/z: [t͡sɛt]